# Plongeon aux Jeux olympiques d'été de 1984
Navigation
Moscou 1980 Séoul 1988
À l'occasion des Jeux olympiques d'été de 1984, quatre compétitions de plongeon furent organisées dans le Stade olympique de natation de l'université du Sud de la Californie à Los Angeles du 5 au 12 août. 80 plongeurs venus de 29 pays se disputèrent les 12 médailles mises en jeu.

## Tableau des médailles pour le plongeon
| Place | Nation     | Médaille d'or | Médaille d'argent | Médaille de bronze | Total |
| ----- | ---------- | ------------- | ----------------- | ------------------ | ----- |
| 1     | États-Unis | 2             | 3                 | 3                  | 8     |
| 2     | Chine      | 1             | 1                 | 1                  | 3     |
| 3     | Canada     | 1             | 0                 | 0                  | 1     |

## Participants par nations
| - Argentine (1) - Australie (4) - Autriche (1) - Belgique (1) - Brésil (1) - Canada (7) - Chine (8) - Corée du Sud (1) | - Égypte (4) - Espagne (2) - États-Unis (7) - Finlande (1) - France (1) - Hong Kong (2) - Italie (2) - Japon (3) | - Koweït (2) - Mexique (6) - Nouvelle-Zélande (3) - Norvège (2) - Pays-Bas (1) - Portugal (1) - République dominicaine (3) - Allemagne de l'Ouest (4) | - Royaume-Uni (6) - Suède (2) - Syrie (1) - Venezuela (1) - Zimbabwe (2) |

## Résultats
Classements des finales

### Tremplin 3 mètres
| Rang               | Pays                 | Plongeur          | Points |
| ------------------ | -------------------- | ----------------- | ------ |
| Médaille d'or      | États-Unis           | Greg Louganis     | 754,41 |
| Médaille d'argent  | Chine                | Tan Liangde       | 662,31 |
| Médaille de bronze | États-Unis           | Ronald Merriott   | 661,32 |
| 4                  | Chine                | Li Hongping       | 646,35 |
| 5                  | Royaume-Uni          | Christopher Snode | 609,51 |
| 6                  | Italie               | Piero Italiani    | 578,94 |
| 7                  | Allemagne de l'Ouest | Albin Killat      | 569,52 |
| 8                  | Australie            | Stephen Foley     | 561,93 |
| 9                  | Mexique              | Jorge Mondrágon   | 550,35 |
| 10                 | Allemagne de l'Ouest | Dieter Dörr       | 549,33 |
| 11                 | Finlande             | Juha Ovaskainen   | 548,55 |
| 12                 | Mexique              | Carlos Giron      | 530,04 |

| Rang               | Pays       | Pongeuse          | Points |
| ------------------ | ---------- | ----------------- | ------ |
| Médaille d'or      | Canada     | Sylvie Bernier    | 530,70 |
| Médaille d'argent  | États-Unis | Kelly McCormick   | 527,46 |
| Médaille de bronze | États-Unis | Christina Seufert | 517,62 |
| 4                  | Chine      | Li Yihua          | 506,52 |
| 5                  | Chine      | Li Qiaoxian       | 487,68 |
| 6                  | Mexique    | Elsa Tenorio      | 463,56 |
| 7                  | Zimbabwe   | Lesley Smith      | 451,89 |
| 8                  | Canada     | Debbie Fuller     | 450,99 |
| 9                  | Australie  | Jennifer Donnet   | 443,13 |
| 10                 | Pays-Bas   | Daphne Jongejans  | 437,40 |
| 11                 | Suède      | Anita Rossing     | 424,98 |
| 12                 | Argentine  | Verónica Ribot    | 422,52 |

### Plateforme 10 mètres
| Rang               | Pays                 | Plongeur            | Points |
| ------------------ | -------------------- | ------------------- | ------ |
| Médaille d'or      | États-Unis           | Greg Louganis       | 710,91 |
| Médaille d'argent  | États-Unis           | Bruce Kimball       | 643,50 |
| Médaille de bronze | Chine                | Li Kongzheng        | 638,28 |
| 4                  | Chine                | Tong Hui            | 604,77 |
| 5                  | Allemagne de l'Ouest | Albin Killat        | 551,97 |
| 6                  | Allemagne de l'Ouest | Dieter Dörr         | 536,07 |
| 7                  | Royaume-Uni          | Christopher Snode   | 524,40 |
| 8                  | Canada               | David Bédard        | 518,13 |
| 9                  | Australie            | Stephen Foley       | 479,43 |
| 10                 | Mexique              | Miguel Angel Zavala | 476,82 |
| 11                 | Norvège              | Jon Grunde Vegard   | 449,55 |
| 12                 | Canada               | Mark Rourke         | 434,13 |

| Rang               | Pays                 | Pongeuse                 | Points |
| ------------------ | -------------------- | ------------------------ | ------ |
| Médaille d'or      | Chine                | Zhou Jihong              | 435,51 |
| Médaille d'argent  | États-Unis           | Michelle Mitchell        | 431,19 |
| Médaille de bronze | États-Unis           | Wendy Wyland             | 422,07 |
| 4                  | Chine                | Chen Xiaoxia             | 419,76 |
| 5                  | Australie            | Valerie McFarland-Beddoe | 388,56 |
| 6                  | Canada               | Debbie Fuller            | 371,49 |
| 7                  | Mexique              | Elsa Tenorio             | 360,45 |
| 8                  | Mexique              | Guadalupe Canseco        | 352,89 |
| 9                  | Japon                | Yoshino Mobuchi          | 349,95 |
| 10                 | Australie            | Julie Kent               | 345,44 |
| 11                 | Allemagne de l'Ouest | Kerstin Finke            | 325,47 |
| 12                 | Norvège              | Tine Tollan              | 315,72 |

## Source
- (en) Official Report of the Games of the XXIIIrd Olympiad Los Angeles, 1984 - Volume 2: Competition Summary and Results, [PDF]